# Nippy Noya
Nippy Noya (Celebesz, 1946. február 27. –) Hollandiában élő indonéz, dobos, ütőhangszeres, dalszerző. Kongákra, kalimbára, bongókra, campanára, güiróra, cabasára, shekerére vagy caxixira, háromszögre és berimbau-ra specializálódott.

## Pályakép
Nippy Noya az indonéziai Sulawesi szigeten született Fusao Nakato San japán taiko dobos fiaként. Tízévesen kezdett el dobolni. 1968-ban érkezett Európába és kezdetben Amszterdamban élt. Profi karrierje konga játékosként ott kezdődött. Számos holland produkcióban vett részt, többek között Jackpot, Group 1850, Earth & Fire, Jan Akkerman és Golden Earring lemezeken. Maluku-szigeteki zenészekkel 1978-ban és 1979-ben két albumot vett fel a Massada holland ütőhangszeres rockzenekarral. Utána Chris Latul gitáros szólóprojektjén is dolgozott.
A német fúziós dzsesszzenészek korán felismerték Noya-t. 1977-től részt vett Eberhard Schoener, Peter Herbolzheimer, Charly Antolini és Volker Kriegel produkcióiban, 1978-ban pedig Udo Lindenberg Dröhnland Symphonie c. munkájában. Noya ezután Eric Burdonnak dolgozott.
Az 1980-as években Noya gyakran dolgozott Billy Cobhammel, valamint Wolfgang Schmid (Cobham basszusgitárosa) projektjein. Cobhammel és más kombinációkban is Noya részt vett a Super Drumming rendezvényeken (1980-as évek vége).
Az 1980-as évek végétől részt vett a Kelly Family néhány produkciójában.
A 2000 utáni években néhány lengyel dzsesszzenész albumain, és a Magna Carta foklzenekar egy késői albumán is játszott. A 2010-es években Benjamin Herman szaxofonossal lépett fel. Részt vett a John Coltrane és Pharoah Sanders munkáiban. Újabban tagja illetve állandó vendége volt a más együtteseknek is.
Nippy Noya kedvenc hangszerei mellett használata mwllett otthonosan mozog Dél-Amerika hagyományos zenéjében, mint a kortárs dzsesszben, a rock- és popzenében is.
1992 óta Nippy Noya az enschedei ArtEZ Konzervatórium zenei tanszékén dolgozik.
2001-ben Noya csatlakozott egy lengyel funky zenekarhoz, a The Globetrottershez, amellyel több albuma is megjelent.

## Albumok
- Knock Out
- Countdown
- Menue
- Knock Out 2000
- The Traveler
- Flight Time